# Gobuntu
Gobuntu was een besturingssysteem dat afstamt van Ubuntu, bestaande uit alleen vrije software. Door het ontbreken van onderdelen waarvan de broncode niet vrij beschikbaar is, evenals bepaalde stuurprogramma's en firmware, wordt het draaien van het systeem op veel pc's bemoeilijkt. Het systeem is dan ook vooral bedoeld voor de ervaren Linux gebruiker.
Het project is beëindigd na het vrijgeven van versie 8.04. Deze uitgave is vertraagd als gevolg van verminderde activiteit in de Gobuntu gemeenschap na de bekendmaking van de geplande beëindiging van het project. Het project is beëindigd, omdat de nieuwe Ubuntu versies standaard al een mogelijkheid hebben om alleen gebruik te maken van geheel vrije software. Deze mogelijkheid kan geactiveerd worden door in het bootmenu twee keer op de f6 knop te drukken. Ook worden de standaard Ubuntu repositories schoongehouden van mogelijk niet-vrije software. Het is zo niet langer nodig een aparte distributie te ontwikkelen die alleen gebruikmaakt van vrije software.
Arch Linux ·
CentOS ·
ChromeOS ·
Debian ·
Deepin ·
Fedora ·
Gentoo Linux ·
Knoppix ·
Kubuntu ·
Linux Mint ·
Mandriva Linux ·
Manjaro Linux ·
MEPIS ·
openSUSE ·
PCLinuxOS ·
Puppy Linux ·
Slackware ·
Tiny Core Linux ·
Ubuntu ·
Zenwalk —
overige Linuxdistributies